# Labioplastik
Als Labioplastik (synonym: Labioplastie, Schamlippenplastik, Schamlippenkorrektur) werden Operationen der kosmetischen Intimchirurgie zur Reduktion, Modifizierung, Rekonstruktion oder Entfernung der Schamlippen bezeichnet.
Die am weitesten verbreitete Form der Labioplastik ist die Schamlippenverkleinerung der inneren Schamlippen. Labioplastische Veränderungen an den äußeren (großen) Schamlippen sind möglich, werden jedoch vergleichsweise seltener durchgeführt.

## Gründe für die Labioplastik
Die Eingriffe können medizinisch-funktionell begründet sein oder ästhetische Ziele verfolgen. Die Labioplastik als plastisch-chirurgische Konstruktion von Schamlippen kommt im Rahmen einer geschlechtsangleichenden Operation zum Einsatz. Eine Rekonstruktion bestehender Strukturen kann nach einer medizinisch indizierten, gynäkologischen Operation erfolgen.

## Formen der Labioplastik

### Schamlippenverkleinerung

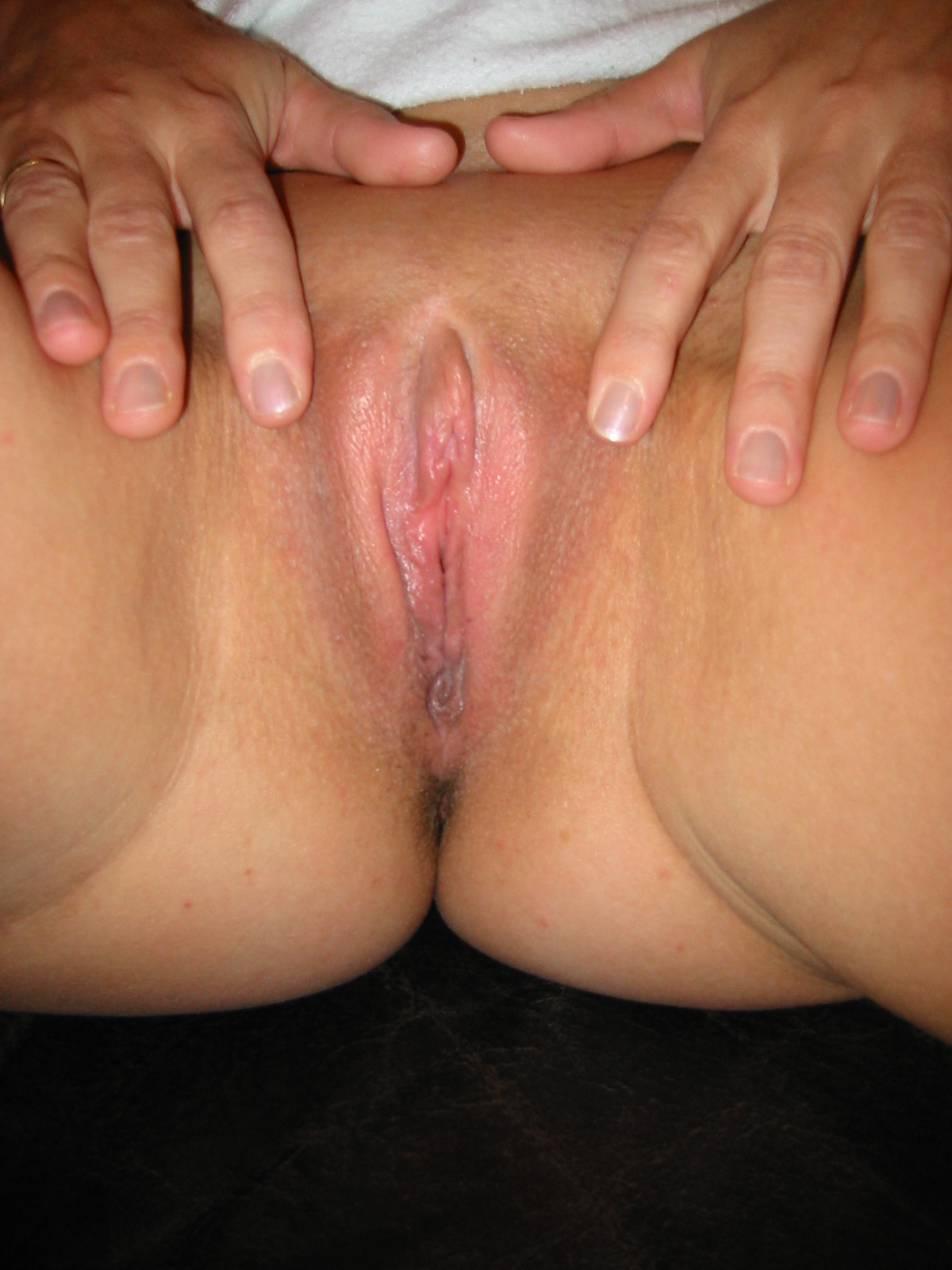
Vulva nach vollständiger Entfernung der inneren Schamlippen (Labia Minora)

Häufigster Anwendungsbereich ist die Schamlippenverkleinerung, wobei die inneren Schamlippen in ihrer Größe reduziert oder auch vollständig entfernt werden. Verschiedene chirurgische Techniken können hierbei zum Einsatz kommen. Eine Hilfestellung zur Auswahl der passenden Operationstechnik gibt ein Algorithmus, der auch die Größe und anatomische Lage des Klitorismantels mit berücksichtigt. Seltener wird auch eine Verkleinerung der äußeren Schamlippen durchgeführt.
Als Grund für den Eingriff werden neben funktionellen Beeinträchtigungen hauptsächlich ästhetische Motive angeführt. In diesem Fall handelt es sich um eine sogenannte Schönheitsoperation.

### Aufpolsterung der äußeren Schamlippen
Infolge des Alters als auch durch starken Gewichtsverlust kann es zu einem Erschlaffen der äußeren Schamlippen kommen. Ursache dafür ist ein Verlust des subkutanen Fettgewebes. Diese werden faltig und verlieren an Straffheit und Fülle. Dem kann durch eine Aufpolsterung mit Eigenfett oder durch eine Straffung des Bindegewebes begegnet werden.
Eine Vergrößerung (Volumenaugmentation) von äußeren Schamlippen kann durch eine Lipostruktur-Eigenfetttransplantation bewirkt werden. Eine Varicosis der Schamlippen kann mit Sklerotherapie behoben werden.

### (Re-)Konstruktion der Schamlippen
Eine operative Tumorentfernung, die Entfernung von Hämangiomen und bestimmte Stoffwechselerkrankungen können die Rekonstruktion der Vulvovaginalregion, also u. a. der Schamlippen, erforderlich machen. Auch im Rahmen von geschlechtsangleichenden Operationen bei trans- und intergeschlechtlichen Menschen kommen bei der Umwandlung vom männlichen zum weiblichen Erscheinungsbild solche Eingriffe zum Einsatz.
Zur Nachbildung der Schamlippen kann mitunter überschüssiges Gewebe benutzt werden. So kann bei einer geschlechtsangleichenden Operation entferntes Gewebe der Vorhaut zum Aufbau der inneren Schamlippen verwendet werden.

### Klitorismantelkorrektur (Klitorismantelverkleinerung)
Der Klitorismantel besteht aus Haut, die im vorderen Intimbereich über der Klitoris liegt. Bei vergrößerten Schamlippen ist es oft der Fall, dass auch der Klitorismantel zu groß ist. Bei einer Klitorismantelkorrektur wird der vergrößerte Klitorismantel zur Seite und zur Körpermitte hin gestrafft.